# Цитадель Алеппо
Цитадель Алеппо — цитадель, розташована в центрі Алеппо на півночі Сирії.
Найбільш значну роль фортеця мала за часів Хрестових походів, будучи опорним пунктом поперемінно то хрестоносців, то мусульман. Торхаус цитаделі є однією з найбільших споруд подібного типу.

## Історія
Найстаріші укріплення на місці сучасної фортеці побудовані першим правителем Алеппо з династії Хамданідів на ім'я Сайф ад-Даула. Будівництво зайняло 13 років і тривало в 944-957.
У першому десятилітті XIII століття цитадель перетворилася на найбагатше місто. Усередині були розташовані палаци та лазні, мечеті та усипальниці, арсенал та площі для тренування солдатів, цистерни з водою та комори для зберігання зерна.
У 1259 Алеппо зазнав нападу монголів, які сильно пошкодили стіни і будівлі цитаделі.
У 1300 вони повернулися знову, а в 1400 Тамерлан (за легендою) зумів зламати опір захисників фортеці, заповнивши рів тілами своїх загиблих воїнів.
У 1516 Алеппо захоплений Оттоманської імперією. Згодом військова роль цитаделі поступово зменшувалася, і місто почало розширюватися за межі фортечних стін.
У 1828 фортеця серйозно пошкоджена від сильного землетрусу. Наслідки були настільки плачевними, що відновлювальні роботи ведуться і донині.
У 1986 цитадель Алеппо занесена до списку Всесвітньої спадщини ЮНЕСКО в рамках об'єкту «Старе місто Алеппо» (англ. Ancient City of Aleppo), разом з Великою мечеттю, палацами, лазнями в центрі міста.
У 2023 цитадель Алеппо отримала пошкодження внаслідок землетрусу в Туреччині та Сирії.